# Independência (Rio Grande do Sul)
Independência é um município brasileiro da região noroeste do estado do Rio Grande do Sul.

## Geografia
Localiza-se a uma latitude 27º50'00" sul e a uma longitude 54º11'18" oeste, estando a uma altitude de 372 metros.
Possui uma área de 353,12 km² e sua população estimada em 2004 era de 7 214 habitantes.
Limita-se ao norte com Três de Maio, por divisa seca, ao leste com Alegria, através do Rio Buricá, com Inhacorá também ao leste, com Catuípe ao sul, por divisa seca e ao oeste com Giruá, através do Rio Santa Rosa.

### Subdivisões
O município se divide em quatro distritos: Colônia Medeiros, Esquina Araújo, Independência  e São Valentim.